# Coppa di Lettonia 2022 (pallavolo femminile)
La Coppa di Lettonia 2022, 6ª edizione della coppa nazionale femminile di pallavolo, si è svolta dal 30 novembre al 17 dicembre 2022: al torneo hanno partecipato cinque squadre di club lettoni e la vittoria finale è andata per la seconda volta al Rīgas Volejbola skola.

## Formula
La formula ha previsto quarti di finale, giocati con gara di andata e ritorno, semifinali e finale.

## Squadre partecipanti
- Gulbene
- Jelgava
- Rīgas Volejbola skola
- RSU
- SUFA

## Torneo

### Tabellone
|  | Quarti di finale | Quarti di finale      | Quarti di finale      |   |     | Semifinali | Semifinali |  |  | Finale | Finale |  |
|  |                  |                       |                       |   |     |            |            |  |  |        |        |  |
|  |                  |                       |                       |   |     | Jelgava    | 1          |  |  |        |        |  |
|  |                  |                       |                       |   |     | Jelgava    | 1          |  |  |        |        |  |
|  |                  |                       | RSU                   | 3 |     |            |            |  |  |        |        |  |
|  | RSU              | 3                     | RSU                   | 3 | 3   |            |            |  |  |        |        |  |
|  | RSU              | 3                     |                       |   |     |            |            |  |  |        |        |  |
|  | Gulbene          | 0                     | 0                     |   |     |            |            |  |  |        |        |  |
|  | Gulbene          | 0                     | 0                     |   | RSU | 0          |            |  |  |        |        |  |
|  |                  |                       |                       |   |     |            |            |  |  |        |        |  |
|  |                  |                       | Rīgas Volejbola skola | 3 |     |            |            |  |  |        |        |  |
|  |                  |                       |                       | 3 |     |            |            |  |  |        |        |  |
|  |                  |                       |                       |   |     |            |            |  |  |        |        |  |
|  |                  |                       |                       |   |     |            |            |  |  |        |        |  |
|  |                  | Rīgas Volejbola skola | 3                     |   |     |            |            |  |  |        |        |  |
|  |                  |                       |                       |   |     |            |            |  |  |        |        |  |
|  |                  |                       | SUFA                  | 1 |     |            |            |  |  |        |        |  |

### Risultati

#### Quarti di finale

##### Andata
| 30 novembre 2022 RSU Sporta kluba zāle, Riga Durata: 0h:58 - Spettatori: ? | RSU | 3 - 0 | Gulbene | 25-19, 25-16, 25-17 |

##### Ritorno
| 11 dicembre 2022 Gulbenes Sporta centrs, Gulbene Durata: 1h:05 - Spettatori: ? | Gulbene | 0 - 3 | RSU | 11-25, 20-25, 23-25 |

#### Semifinali
| 16 dicembre 2022 Olimpiskais Sporta centrs, Riga Durata: 1h:28 - Spettatori: 80 | Jelgava               | 1 - 3 | RSU  | 25-9, 11-25, 18-25, 23-25  |
| 16 dicembre 2022 Olimpiskais Sporta centrs, Riga Durata: 1h:41 - Spettatori: ?  | Rīgas Volejbola skola | 3 - 1 | SUFA | 25-18, 25-12, 26-28, 25-10 |

#### Finale
| 17 dicembre 2022 Olimpiskais Sporta centrs, Riga Durata: 1h:07 - Spettatori: 143 | RSU | 0 - 3 | Rīgas Volejbola skola | 15-25, 20-25, 16-25 |

## Statistiche
| Rendimento individuale | Rendimento individuale | Rendimento individuale | Rendimento individuale |
| Pos.                   | Nome                   | Punti                  | Squadra                |
| ---------------------- | ---------------------- | ---------------------- | ---------------------- |
| 1                      | Kristīne Kramēna       | 39                     | Rīgas Volejbola skola  |
| 2                      | Agija Ankevica         | 38                     | RSU                    |
| 3                      | Megija Dambrehte       | 34                     | Rīgas Volejbola skola  |
| 4                      | Anna Kovala            | 31                     | RSU                    |
| 4                      | Katrīna Struka         | 31                     | RSU                    |

| Attacchi vincenti | Attacchi vincenti | Attacchi vincenti | Attacchi vincenti     |
| Pos.              | Nome              | Punti             | Squadra               |
| ----------------- | ----------------- | ----------------- | --------------------- |
| 1                 | Kristīne Kramēna  | 33                | Rīgas Volejbola skola |
| 2                 | Agija Ankevica    | 28                | RSU                   |
| 3                 | Megija Dambrehte  | 27                | Rīgas Volejbola skola |
| 4                 | Katrīna Struka    | 23                | RSU                   |
| 5                 | Anna Kovala       | 21                | RSU                   |

| Muri vincenti | Muri vincenti      | Muri vincenti | Muri vincenti         |
| Pos.          | Nome               | Punti         | Squadra               |
| ------------- | ------------------ | ------------- | --------------------- |
| 1             | Karmena Struka     | 10            | RSU                   |
| 2             | Agija Ankevica     | 5             | RSU                   |
| 2             | Anna Rīta          | 5             | Rīgas Volejbola skola |
| 2             | Katrīna Struka     | 5             | RSU                   |
| 5             | Kristīne Dzierkale | 4             | SUFA                  |
| 5             | Anna Kovala        | 4             | RSU                   |

| Battute vincenti | Battute vincenti | Battute vincenti | Battute vincenti      |
| Pos.             | Nome             | Punti            | Squadra               |
| ---------------- | ---------------- | ---------------- | --------------------- |
| 1                | Laura Vāvere     | 12               | RSU                   |
| 2                | Megija Dambrehte | 6                | Rīgas Volejbola skola |
| 2                | Anna Kovala      | 6                | RSU                   |
| 4                | Agija Ankevica   | 5                | RSU                   |
| 4                | Kristīne Kramēna | 5                | Rīgas Volejbola skola |
| 4                | Anda Mičule      | 5                | Gulbene               |
| 4                | Karmena Struka   | 5                | RSU                   |